# Atricordyceps harposporifera
Atricordyceps harposporifera is een parasitaire schimmel, die behoort tot de orde Hypocreales van de ascomyceten. Atricordyceps harposporifera wordt door sommige taxonomen beschouwd als synoniem van Podocrella harposporifera. De teleomorfe vorm is gevonden in een miljoenpoot. De anamorfe vorm is Harposporium anguillulae.

Het stroma is bedekt met perithecia. Het gladde, vlezige, 470 tot 590 µm hoge en 250 tot 330 µm brede perithecium is ongeveer eivormig. De wand van het perithecium is 20 µm dik en bestaat uit afgeplatte, samengedrukte cellen, die samenvloeien met het stromaweefsel. De unitunicate (enkelwandige), meercellige, 218-280 × 6-10 µm grote sporenzakjes zijn cilindrisch tot spoelvormig en hebben aan de top een plug. Ze bevatten acht ascosporen. Tussen de sporenzakjes zitten draadvormige parafysen. De ascosporen hebben als ze nog in het sporenzakje zitten drie tussenwanden. De vrijgelaten ascosporen vormen uiteindelijk 12 tot 14 tussenwanden en breken op de middelste tussenwand in twee stukken.